# Иван Ленац
Иван Ленац (Делнице, 6. фебруар 1906 — Сушак, код Ријеке, 24. април 1945) био је учесник Шпанског грађанског рата и Народноослободилачке борбе и народни херој Југославије.

## Биографија
Рођен је 6. фебруара 1906. у Делницама, у сиромашној радничкој породици. Његов отац био је шумарски радник. Након завршетка основне школе, радио је као шумски радник најпре по шумама Горског котара, а потом у Славонији и Босни. Још у раној младости, активно се бавио спортом у Делницама. Био је активан у Спортском друштву „Горанин”, које се налазило под утицајем комуниста.
Током рада по шумама широм Краљевине Југославије упознао се са тешким животом радника. Средином 1930-их са групом радника, у потрази за бољим послом, отишао је Француску. Овде је преко штампе пратио дешавања у Шпанији, а новембра 1937. на одазвао се позиву Комунистичке партије Југославије (КПЈ) и отишао у Шпанију, где се у редовима Интернационалних бригада борио у Шпанском грађанском рату. У току боравка у Шпанији примљен је у чланство КПЈ.
Након завршетка грађанског рата у Шпанији, 1939. заједно са другим борцима Интернационалних бригада прешао је у Француску, где су због немогућности повратка у Краљевину Југославију, интернирани у концентрациони логор Верне. Током његовог боравка у логору, Немачка је у пролеће 1940. напала и окупирала Француску, у пролеће наредне године и Југославију. У јесен 1941. успео је да се с једном групом југословенских добровољаца пробије кроз окупирану Европу и дође до Југославије, где се прикључио партизанима у Горском котару.
Његово војно искуство из Шпаније било је од непроцењивог значаја за партизане. Обављао је многе војне и политичке дужности у приморско-горанским јединицама. Првобитно је био командир Делничке партизанске чете, затим командант батаљона, потом командант Приморско-горанског партизанског одреда и на крају оперативни официр Четрнаесте приморско-горанске бригаде.
Пред крај рата, Штаб Једанаестог корпуса упутио га је на Кварнерска острва да ради на организовању и јачању Народноослободилачког покрета на том подручју. Погинуо је 24. априла 1945. у току борби за ослобођење Сушака.
Указом Президијума Народне скупштине ФНР Југославије 20. децембра 1951. проглашен је за народног хероја.
Његова биста се налази у Алеји народних хероја градског парка у Делницама.

## Галерија
- Спомен-биста у градском парку у Делницама
- Орден народног хероја